# واختانگ سالیا
واختانگ سالیا (گرجی: ვახტანგ სალია؛ زادهٔ ۳۰ اوت ۲۰۰۷) بازیکن فوتبال اهل گرجستان است که در حال حاضر برای باشگاه فوتبال دینامو تفلیس بازی می‌کند. 
وی همچنین در تیم ملی فوتبال زیر ۱۷ سال گرجستان بازی کرده است.

## دوران باشگاهی
سالیا به عنوان یکی از بزرگ‌ترین استعدادهای گرجستان شناخته می‌شود، سالیا در ۲۴ نوامبر ۲۰۲۳ برای دینامو تفلیس در یک بازی ۲–۲ در برابر باشگاه فوتبال تورپدو کوتائیسی به میدان رفت. در فصل ۲۰۲۴، این بازیکن ۱۶ ساله به طور منظم در ترکیب اصلی تیمش قرار گرفت. سالیا در ۱۰ مارس ۲۰۲۴، اولین گل خود را در لیگ برتر گرجستان در برابر تورپدو کوتائیسی به ثمر رساند و گل برتری را زد تا دینامو با نتیجه ۱–۰ پیروز شود.
در ۲۹ اکتبر ۲۰۲۴، دینامو تفلیس و نیوکاسل یونایتد اعلام کردند که برای انتقال سالیا در تابستان ۲۰۲۵ زمانی که او ۱۸ ساله می‌شود، توافق کرده‌اند.

## دوران ملی
سالیا در ۲۵ اکتبر ۲۰۲۲ برای تیم ملی فوتبال زیر ۱۷ سال گرجستان در یک شکست ۳–۱ در برابر اسرائیل به میدان رفت.